# Catolaccus grandis
Catolaccus grandis är en stekelart som först beskrevs av Burks 1954.  Catolaccus grandis ingår i släktet Catolaccus och familjen puppglanssteklar. Inga underarter finns listade.

## Bildgalleri

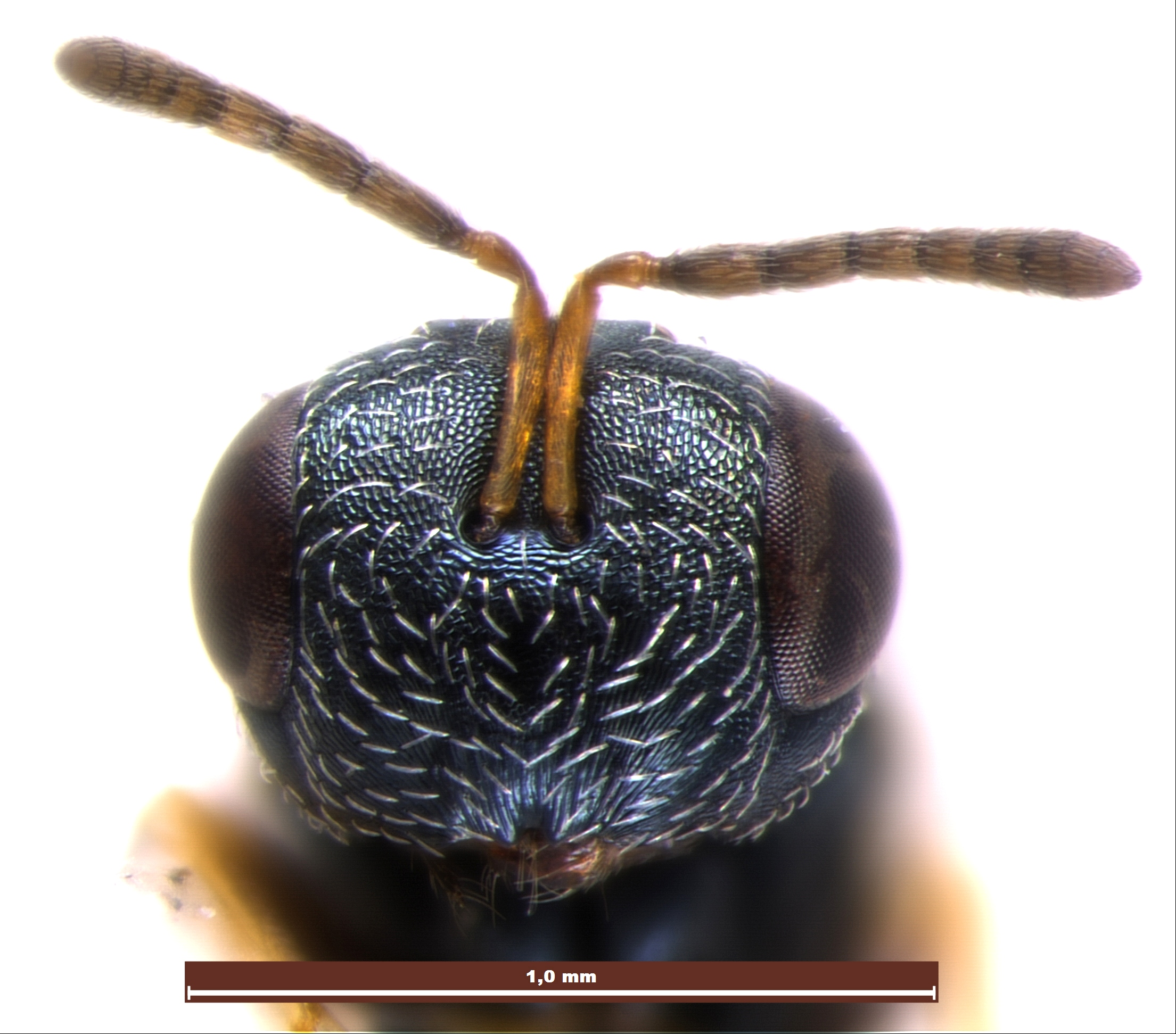
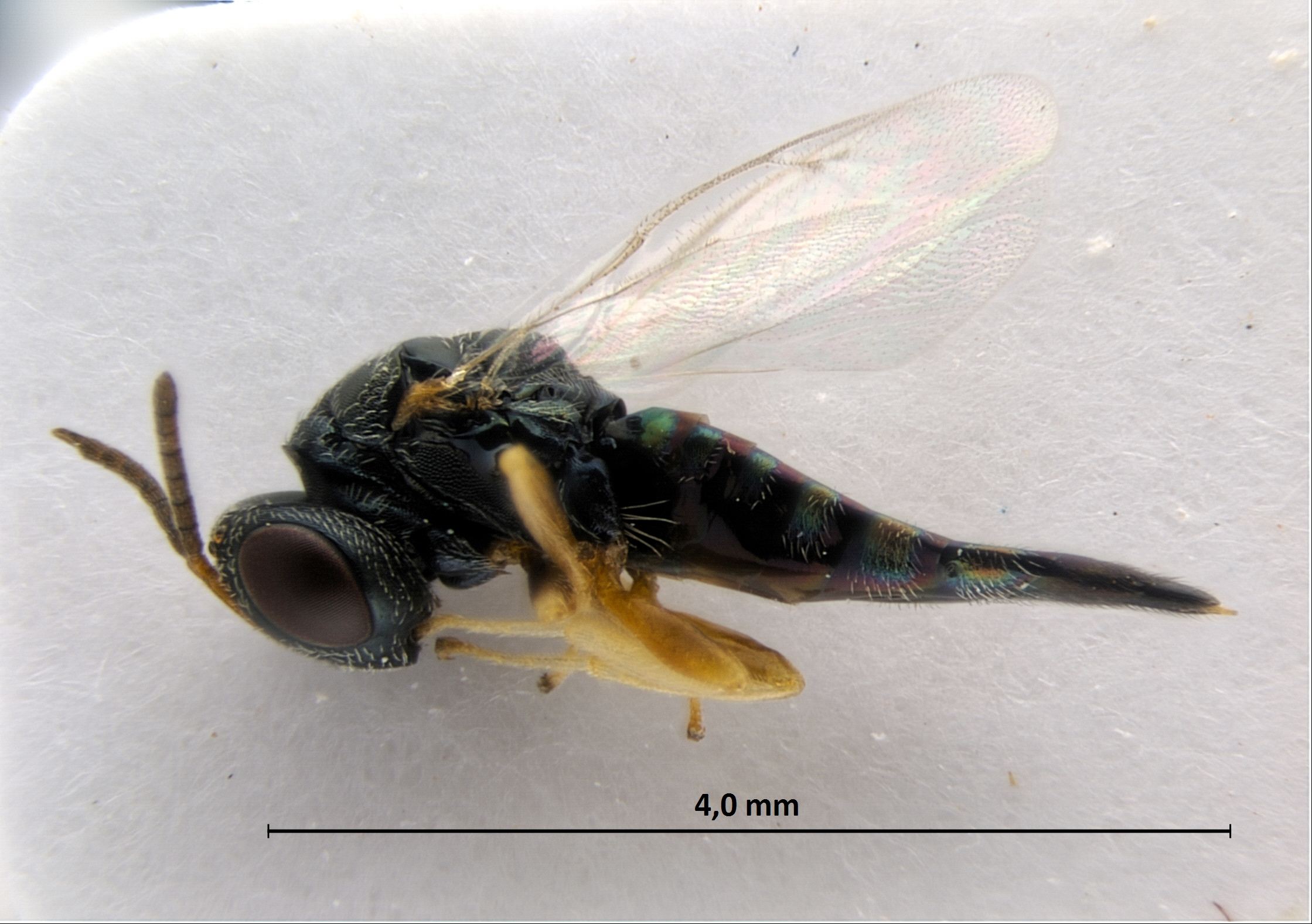